# Thỏa dụng
Trong kinh tế học vi mô, thỏa dụng là sự thỏa mãn hay hài lòng của người tiêu dùng khi tiêu dùng hàng hóa. Kinh tế học vi mô giả định rằng, người tiêu dùng điển hình sẽ luôn muốn có mức độ thỏa dụng càng lớn càng tốt. Song, họ gặp phải chế ước ngân sách cho chi tiêu vào mua hàng. Vì thế, họ sẽ có khuynh hướng tối đa hóa thỏa dụng với chế ước ngân sách của mình. Việc lựa chọn một kết hợp hàng hóa để có thể tối đa hóa mức thỏa dụng trong điều kiện ngân sách hạn chế là bài toán kinh điển miêu tả hành vi của người tiêu dùng. Từ bài toán này, có thể xây dựng một bài toán khác thông qua bổ đề Shephard, theo đó người tiêu dùng sẽ lựa chọn một kết hợp hàng hóa nào đó để có thể tối thiểu hóa chi tiêu mà vẫn thu được mức thỏa dụng nhất định nào đó.